# 15 december
15 december is de 349ste dag van het jaar (350ste dag in een schrikkeljaar) in de gregoriaanse kalender. Hierna volgen nog 16 dagen tot het einde van het jaar.

## Gebeurtenissen
- Algemeen
  - 1711 - In Kopenhagen breekt een pest-epidemie uit.[1]
  - 1917 - Matrozen van de Z 8 organiseren uit ontevredenheid over de slechte kwaliteit van het brood een eigen voedselactie. Hierbij wordt bij de aanleverende bakkerij het bedorven brood onder druk omgeruild.
  - 1960 - Koning Boudewijn van België trouwt met de Spaanse gravin Fabiola Mora y Aragón.[1]
  - 1961 - Adolf Eichmann wordt in Jeruzalem ter dood veroordeeld voor zijn aandeel in de Holocaust.[1]
  - 1967 - De Silver Bridge in Point Pleasant (West Virginia, Verenigde Staten) stort zonder aanwijsbare reden in. Hierbij komen 46 mensen om het leven.
  - 1991 - 471 mensen verdrinken als een veerboot in de Rode Zee kapseist.[1]
  - 1997 - Een gecharterde Toepolev Tu-154 uit Tadzjikistan stort neer in de woestijn bij de luchthaven van Sharjah in de Verenigde Arabische Emiraten. Er komen 85 personen om.
  - 2006 - De Vlaamse Regering besluit dat de Vlaamse gemeenten en deelgemeenten binnenkort alleen nog een officiële Nederlandse naam hebben.
  - 2012 - Een grote container met vuurwerk explodeert en vliegt in brand bij een vuurwerkloods op Curaçao. Hierbij vallen drie doden en vijf gewonden.
  - 2013 - Op Sicilië worden de luchthavens van Catania en Comiso gesloten vanwege een uitbarsting van de nabijgelegen vulkaan Etna.
  - 2023 - Uitgever Mirror Group Newspapers (MGN) van onder meer de Britse tabloidkrant Daily Mirror moet een schadevergoeding van ruim 140.000 pond (160.000 euro) betalen vanwege het hacken van de telefoon van de Britse prins Harry. Volgens de rechter waren meerdere door MGN gepubliceerde krantenartikelen "het product van telefoonhacking of van andere onwettige informatieverzameling".[2][3]
- Kunst en cultuur
  - 1939 - Première van Gone with the Wind in Atlanta (Georgia).
  - 1944 - Een vliegtuig met de Amerikaanse bandleider Glenn Miller aan boord verdwijnt spoorloos boven Het Kanaal.[4]
- Muziek
  - 2016 - Een akoestische gitaar waar ooit muzikant Jimi Hendrix nog met zijn tong op speelde, brengt bij veilinghuis Bonhams in Londen omgerekend bijna 250.000 euro op. Een zwart-gouden gitaar die speciaal voor de dit jaar overleden popmuzikant Prince werd gemaakt, verandert voor 104.500 euro van eigenaar.
- Oorlog
  - 533 - In de Slag bij Tricameron verslaat het leger van keizer Justinianus I, aangevoerd door generaal Belisarius, de Vandalen. De veldslag betekent het einde van het Vandaalse Rijk.
  - 1709 - Franse troepen nemen Rome opnieuw in en bezetten het koninkrijk Napels.[1]
  - 1806 - Het leger van Napoleon Bonaparte bezet Warschau.[1]
  - 1914 - Einde van de Slag bij Łódź; Rusland trekt zich terug op Moskou.
  - 1916 - Einde van de Slag om Verdun.[1]
  - 1917 - Wapenstilstand aan het oostfront, de onderhandelingen lopen uit op de Vrede van Brest-Litovsk.
  - 1941 - De Nederlandse onderzeeboot O 16 zinkt door een explosie van een Japanse mijn.
- Politiek
  - 1702 - De zevenenveertig ronin vermoorden Kira Yoshinaka en begaan collectief seppuku. Hun trouw aan de bushido wordt in Japan legendarisch.
  - 1791 - De Amerikaanse Bill of Rights wordt aangenomen.[1]
  - 1840 - De resten van Napoleon Bonaparte worden bijgezet in de Invalides.[1]
  - 1945 - Generaal Douglas MacArthur verordonneert een einde aan Shinto als Japanse staatsgodsdienst.
  - 1949 - West-Duitsland wordt deelnemer van het Marshallplan.[1]
  - 1954 - De status van de Nederlandse Antillen en Suriname als deel van het Koninkrijk der Nederlanden wordt vastgelegd in het Statuut voor het Koninkrijk der Nederlanden.
  - 1975 - In West-Duitsland worden Günter Guillaume en zijn echtgenote Christel Boom wegens landverraad tot 13 en 8 jaar celstraf veroordeeld.
  - 1989 - Ondertekening te Lomé van de Overeenkomst (Lomé IV) tussen de Europese Gemeenschap en landen in Afrika, het Caraïbische gebied, en de Stille Oceaan.
  - 1995 - Het gerechtshof van de Europese Gemeenschap onderschrijft het Bosman-arrest.
  - 2000 - De kerncentrale bij Tsjernobyl wordt definitief gesloten.
  - 2000 - De Vlaamse regering keurt het Masterplan Antwerpen goed. In die beslissing verklaart de Vlaamse regering zich akkoord om tol te heffen op de Oosterweelverbinding voor de financiering van het Masterplan. Voor een vlotte en efficiënte realisatie van het plan wordt ook beslist om de Beheersmaatschappij Antwerpen Mobiel (BAM), een naamloze vennootschap van publiek recht, op te richten.
  - 2023 - Rudy Giuliani, de oud-advocaat van Donald Trump, wordt door een Amerikaanse jury veroordeeld tot het betalen van een schadevergoeding van 148 miljoen dollar (ongeveer 136 miljoen euro) vanwege het bedreigen en belagen van twee vrouwen die bij de presidentsverkiezingen van 2020 waren belast met het tellen van stemmen in de staat Georgia.[5][6]
- Recreatie
  - 1989 - In Disney's Hollywood Studios wordt de attractie Star Tours geopend.
  - 2004 - De Efteling opent zijn 25e sprookje in het sprookjesbos: Het meisje met de zwavelstokjes ter gelegenheid van het 200e geboortejaar van de schrijver Hans Christian Andersen in 2005.
- Religie
  - 687 - Sergius I wordt benoemd tot paus.[1]
  - 1884 - Het Wachttoren-, Bijbel- en Traktaatgenootschap (het kerkgenootschap van Jehova's getuigen) wordt rechtspersoonlijkheid verleend met Charles Taze Russell als president.
  - 1958 - Paus Johannes XXIII creëert 23 nieuwe kardinalen, onder wie de Italiaanse aartsbisschop van Milaan Giovanni Battista Montini, de latere paus Paulus VI.
  - 1958 - Benoeming van Albino Luciani, de latere paus Johannes Paulus I, tot bisschop van Vittorio Veneto (Italië).
  - 1969 - Benoeming van Albino Luciani tot patriarch van Venetië.
  - 1989 - Ontslag van Jozef-Maria Heuschen als bisschop van Hasselt in België. Hij wordt opgevolgd door zijn coadjutor Paul Schruers.
- Sport
  - 1891 - De Canadees James Naismith vindt het basketbal uit.[1]
  - 1895 - Oprichting van Eintracht Braunschweig, een Duitse voetbalclub uit Brunswijk.
  - 1935 - Max Euwe wordt wereldkampioen schaken.[1]
  - 1993 - Het tennisduo Jacco Eltingh en Paul Haarhuis wordt in Bussum uitgeroepen tot sportploeg van het jaar 1993 vanwege hun wereldtitel in het dubbelspel. Schaatser Falko Zandstra, Europees en wereldkampioen, en wielrenster Leontien van Moorsel, wereldkampioene en winnares van de Tour Feminin, krijgen de titel sportman en sportvrouw van het jaar toebedeeld.
  - 1996 - In de Indiase stad Chennai wint de Nederlandse hockeyploeg voor de derde keer de Champions Trophy.
  - 1996 - De handbalsters van Denemarken prolongeren in eigen land de Europese titel door in de finale Noorwegen met 25-23 te verslaan.
  - 2005 - Oprichting van de Amerikaanse voetbalclub Houston Dynamo.
  - 2019 - De Nederlandse handbalvrouwen veroveren de wereldtitel in Japan. In de finale werd Spanje verslagen.
- Wetenschap en technologie
  - 1593 - Holland verleent octrooi op de windmolen (octrooihouder onbekend).
  - 1612 - De eerste telescopische waarneming van het Andromedastelsel in de geschiedenis door de Duitse astronoom Simon Marius.[7]
  - 1965 - Koningin Juliana opent de Zeelandbrug over de Oosterschelde, met 5022 meter dan de langste brug van Europa.[1]
  - 1965 - Lancering van de bemande Gemini 6A. Gemini 6A heeft een rendez-vous met Gemini 7, de eerste in de geschiedenis.
  - 1973 - De American Psychiatric Association schrapt homoseksualiteit uit haar lijst van geestelijke afwijkingen.
  - 1994 - Netscape Navigator 1.0 wordt uitgebracht.
  - 2001 - De toren van Pisa (Italië) wordt heropend voor publiek, na een restauratie die 11 jaar heeft geduurd.
  - 2005 - Het 43e Mersenne-priemgetal wordt ontdekt door Curtis Cooper en Steven Boone/GIMPS (Great Internet Mersenne Prime Search).
  - 2006 - Eerste vlucht van een F-35 Lightning II, een straaljager die is voorgekomen uit het Joint Strike Fighter-programma (JSF) van het Amerikaanse ministerie van defensie.
  - 2022 - Door een nog onbekende oorzaak lekt er koelvloeistof uit het Sojoez MS-22 ruimtevaartuig dat sinds 21 september aan het ISS gekoppeld is. De voorgenomen ruimtewandeling van kosmonauten Sergej Prokopjev en Dmitri Petelin gaat niet door.[8]

## Geboren

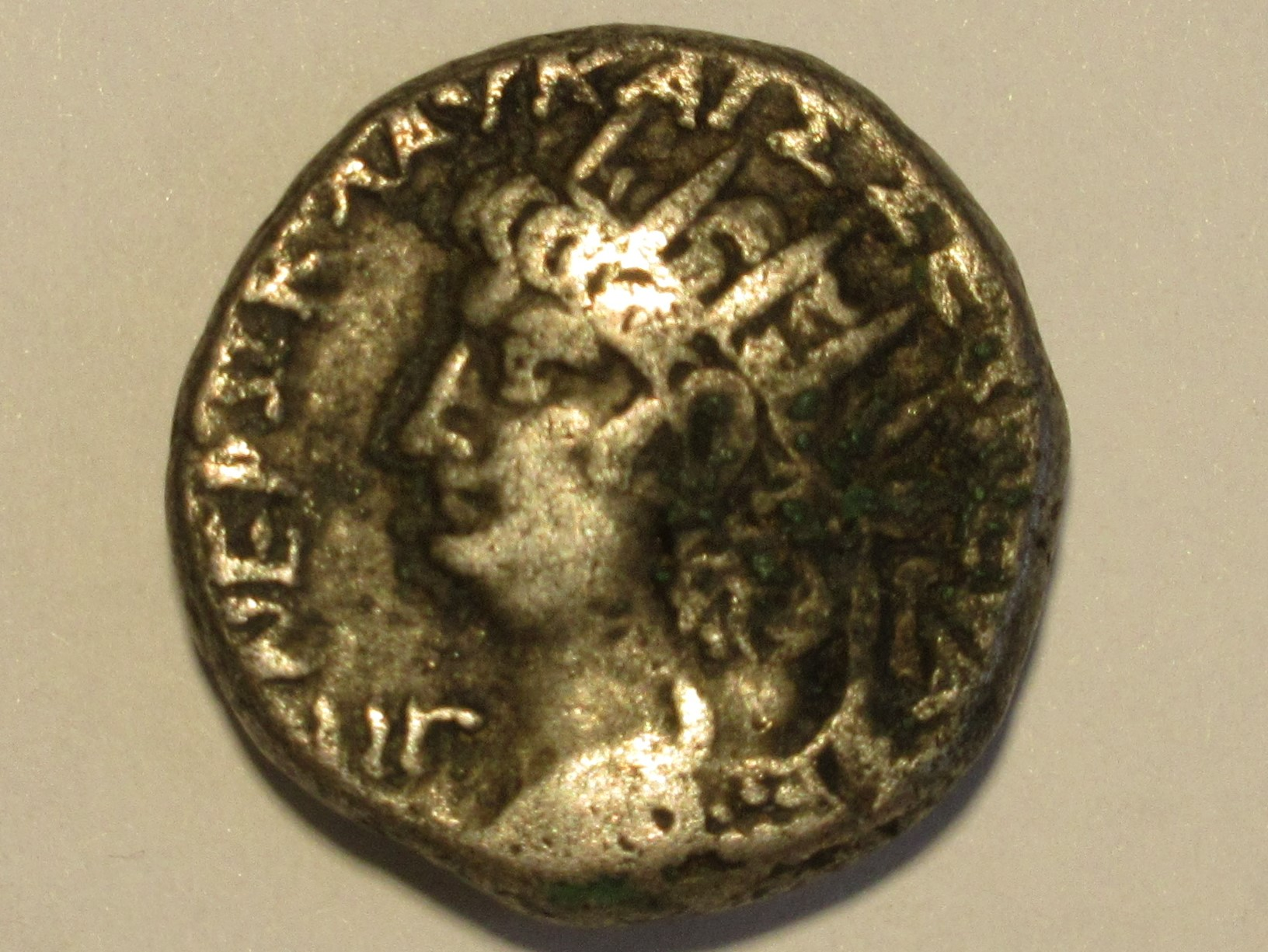
Nero
geboren in 37

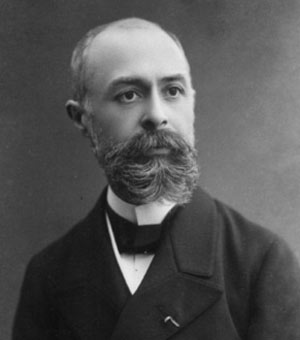
Antoine Henri Becquerel
geboren in 1852

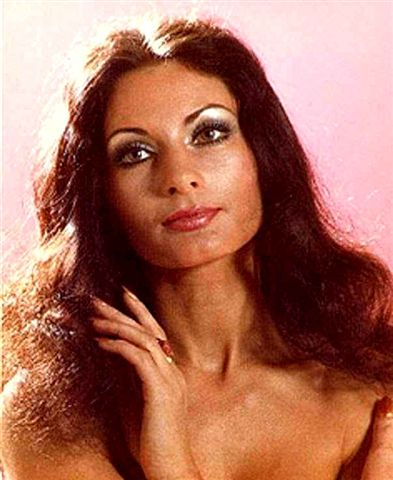
Ine Veen
geboren in 1937

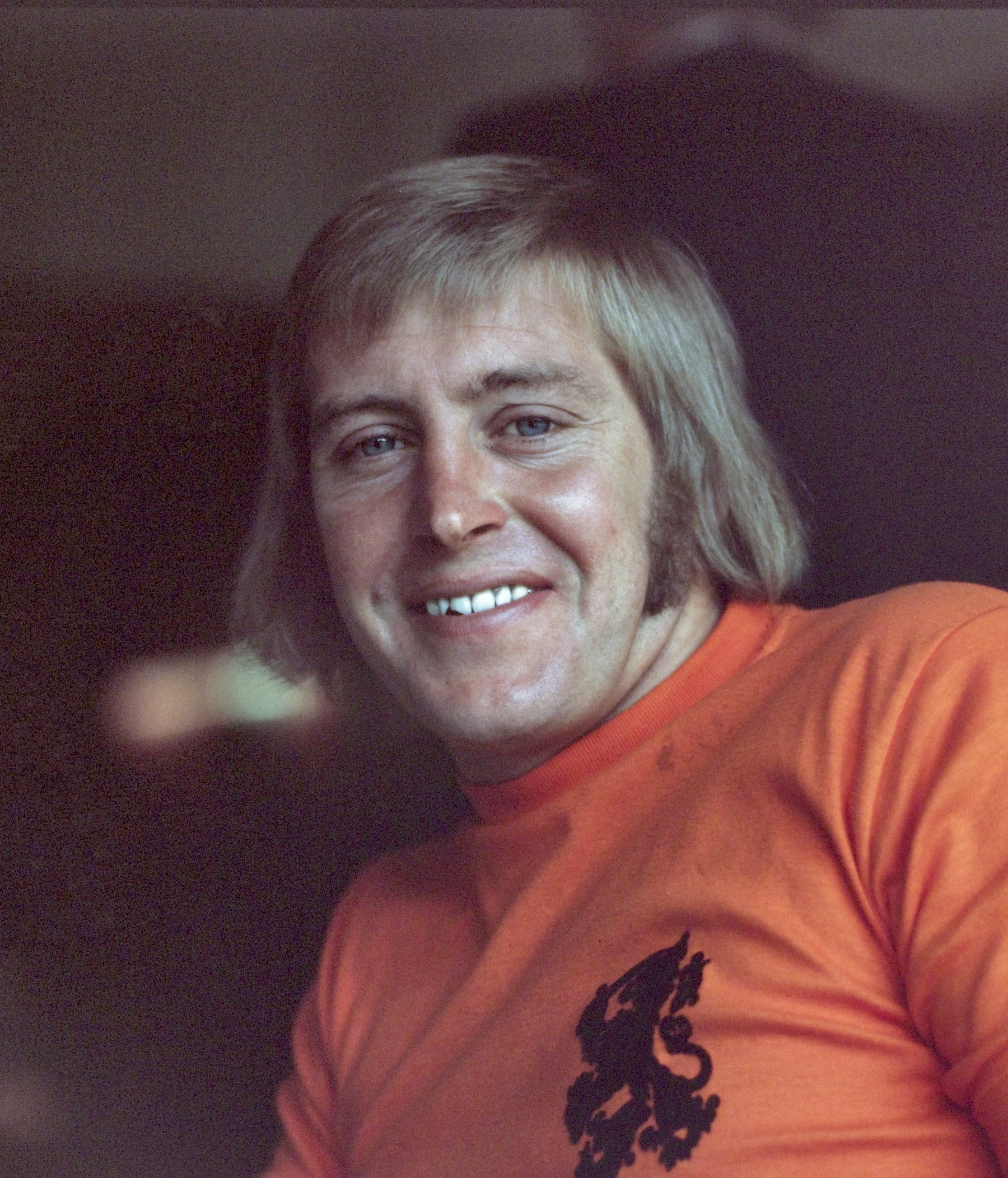
Piet Schrijvers
geboren in 1946

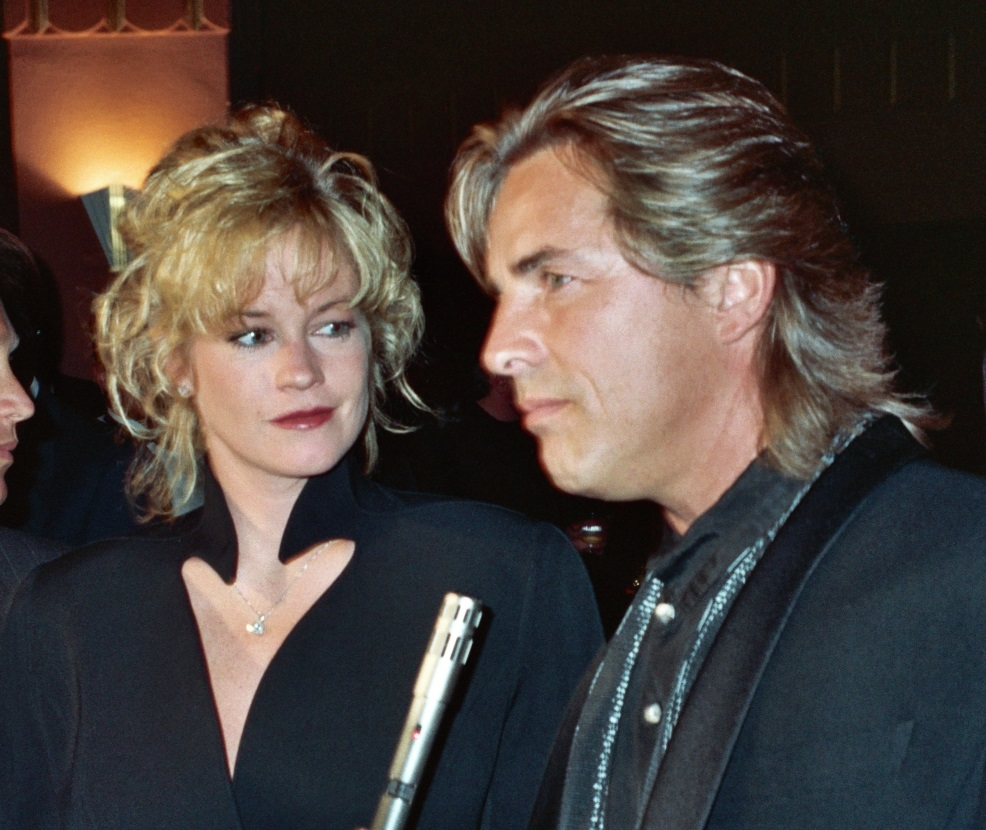
Don Johnson (rechts)
geboren in 1949

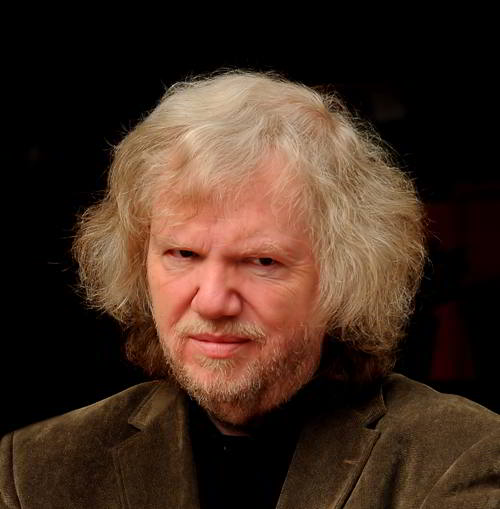
Ton Sijbrands
geboren in 1949

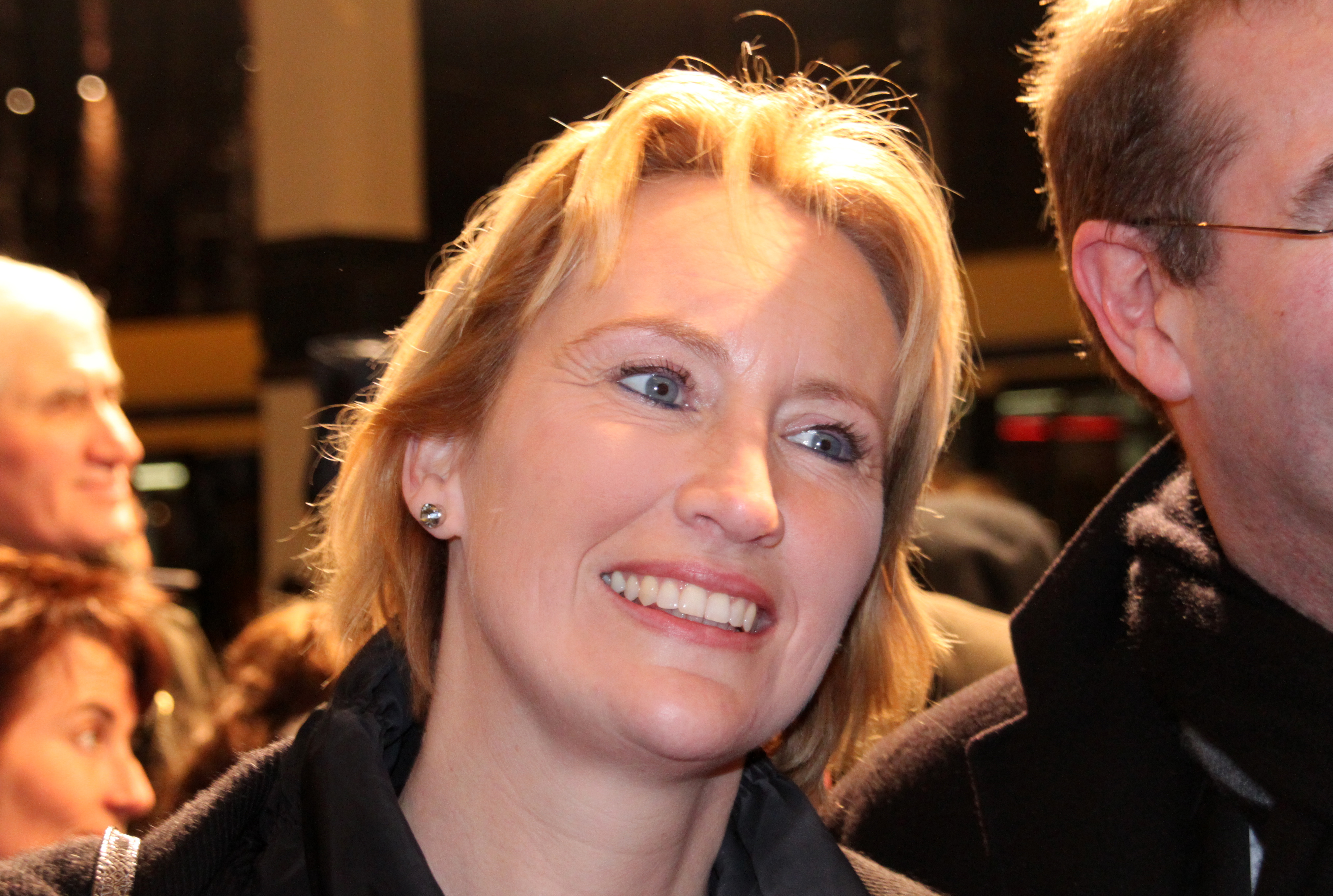
Simone van der Vlugt
geboren in 1966

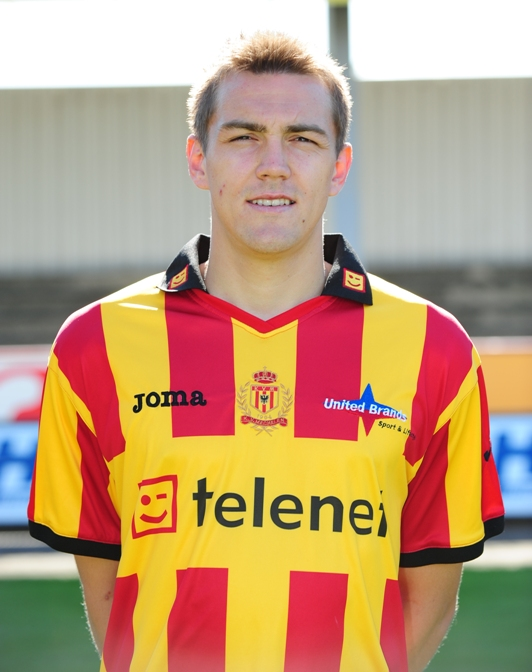
Boris Pandža
geboren in 1983

- 37 - Nero, Romeins keizer (overleden 68)
- 130 - Lucius Verus, Romeins keizer (overleden 169)
- 1745 - Adolph Warner van Pallandt van Eerde, Nederlands politicus (overleden 1823)
- 1750 - Nicolas Gilbert, Frans dichter (overleden 1780)
- 1806 - Coos Cremers, Nederlands advocaat, notaris en politicus (overleden 1882)
- 1813 - Albertus Verbrugh Rijksz., Nederlands bestuurder (overleden 1894)
- 1832 - Gustave Eiffel, Frans ingenieur (overleden 1923)
- 1837 - Johannes Reitsma, Nederlands theoloog (overleden 1902)
- 1839 - Mimi Hamminck Schepel, Nederlands schrijfster (overleden 1930)
- 1851 - Felix von Hartmann, Duits geestelijke en kardinaal van de Rooms-Katholieke Kerk (overleden 1919)
- 1852 - Antoine Henri Becquerel, Frans natuurkundige (overleden 1908)
- 1859 - Karl Wetaschek, Oostenrijks componist en dirigent (overleden 1936)
- 1859 - Lejzer Zamenhof, Pools bedenker van het Esperanto (overleden 1917)
- 1860 - Niels Ryberg Finsen, Deens medicus (overleden 1904)
- 1861 - Pehr Evind Svinhufvud, Fins politicus (overleden 1944)
- 1870 - Josef Hoffmann, Oostenrijks architect en ontwerper (overleden 1956)
- 1875 - Emilio Jacinto, Filipijns revolutionair en schrijver (overleden 1899)
- 1887 - Pieter Geijl, Nederlands historicus (overleden 1966)
- 1887 - Robert Somers-Smith, Brits roeier (overleden 1916)
- 1888 - Maxwell Anderson, Amerikaans schrijver (overleden 1959)
- 1888 - Jan Greshoff, Nederlands journalist, schrijver en dichter (overleden 1971)
- 1888 - Kaare Klint, Deens architect en meubelontwerper (overleden 1954)
- 1889 - Joan Riudavets, tot zijn dood oudst levende man en oudste Europeaan (overleden 2004)
- 1892 - Jean Paul Getty, Amerikaans oliemagnaat (overleden 1976)
- 1892 - George Lawrence Price, Canadees soldaat (overleden 1918)
- 1896 - Irineo Miranda, Filipijns cartoonist, kunstschilder en illustrator (overleden 1964)
- 1899 - Harold Abrahams, Brits atleet (overleden 1978)
- 1904 - Henry Russell, Amerikaans atleet (overleden 1986)
- 1907 - Oscar Niemeyer, Braziliaans architect (overleden 2012)
- 1909 - Frank Henry, Amerikaans ruiter (overleden 1989)
- 1912 - Ray Eames, Amerikaans ontwerpster (overleden 1988)
- 1912 - Stan Kenton, Amerikaans jazzmusicus (overleden 1979)
- 1913 - Walt Ader, Amerikaans autocoureur (overleden 1982)
- 1915 - Servílio de Jesus, Braziliaans voetballer (overleden 1984)
- 1915 - Carel Kneulman, Nederlands beeldhouwer (overleden 2008)
- 1916 - Maurice Wilkins, Brits wetenschapper (overleden 2004)
- 1918 - Jeff Chandler, Amerikaans acteur en zanger (overleden 1961)
- 1919 - Åke Seyffarth, Zweeds schaatser (overleden 1998)
- 1919 - Max Yasgur, Amerikaans melkveehouder (overleden 1973)
- 1922 - Alan Freed, Amerikaans diskjockey (overleden 1965)
- 1922 - Henryk Mandelbaum, Pools Holocaustoverlevende (overleden 2008)
- 1923 - Freeman Dyson, Brits-Amerikaans natuurkundige (overleden 2020)
- 1923 - Viktor Sjoevalov, Russisch ijshockeyer en voetballer (overleden 2021)
- 1924 - Esther Bejarano, Duits zangeres en holocaustoverlevende (overleden 2021)
- 1924 - Ruhi Sarıalp, Turks atleet (overleden 2001)
- 1925 - Jacques Marinelli, Frans wielrenner (overleden 2025)
- 1925 - Robert Naudts, Belgisch voetbalbestuurder (overleden 2017)
- 1925 - Kasey Rogers, Amerikaans actrice (overleden 2006)
- 1925 - Trần Thiện Khiêm, Vietnamees militair en politicus (overleden 2021)
- 1926 - Hans Tyderle, Duits tekenaar en kunstschilder
- 1927 - Bill Mackey, Amerikaans autocoureur (overleden 1951)
- 1928 - Friedensreich Hundertwasser (Friedrich Stowasser), Oostenrijks schilder en graficus (overleden 2000)
- 1928 - Ida Haendel, Pools-Brits violiste (overleden 2020)
- 1928 - Guido Sala, Italiaans motorcoureur (overleden 1987)
- 1930 - Victor Mangwele, Atleet uit Congo-Kinshasa/Belgisch atleet
- 1932 - Frans Swarttouw, Nederlands zakenman (overleden 1997)
- 1932 - Roberto Zárate, Argentijns voetballer (overleden 2013)
- 1933 - Tim Conway, Amerikaans acteur (overleden 2019)
- 1934 - Mohammed Farrah Aidid, Somalisch politicus (overleden 1996)
- 1934 - Oleg Golovanov, Sovjet-Russisch roeier (overleden 2019)
- 1934 - Stanislaw Sjoesjkevitsj, Wit-Russisch wis- en natuurkundige en president van Wit-Rusland (overleden 2022)
- 1936 - Geert Kocks, Nederlands taalkundige (overleden 2003)
- 1937 - Ine Veen, Nederlands actrice, fotomodel en zangeres
- 1938 - Fred Anton Maier, Noors schaatser (overleden 2015)
- 1939 - Cindy Birdsong, Amerikaans zangeres
- 1942 - Kathleen Blanco, Amerikaans gouverneur (overleden 2019)
- 1942 - Dave Clark, Engels drummer
- 1942 - Mike Summerbee, Engels voetballer
- 1943 - Jan Willem Loot, Nederlands jurist, cellist en bestuurder (overleden 2021)
- 1943 - Domingo Perurena, Spaans wielrenner (overleden 2023)
- 1944 - Jelle Kuiper, Nederlands politiefunctionaris (overleden 2011)
- 1944 - Morgan Paull, Amerikaans acteur (overleden 2012)
- 1946 - Jony Dumon, Belgisch atleet
- 1946 - Piet Schrijvers, Nederlands voetballer en voetbaltrainer (overleden 2022)
- 1947 - Aad Koudijzer, Nederlands voetballer
- 1949 - Don Johnson, Amerikaans acteur
- 1949 - Ton Sijbrands, Nederlands dammer
- 1950 - Ernst Hirsch Ballin, Nederlands politicus en rechtsgeleerde
- 1952 - Allan Simonsen, Deens voetballer en voetbalcoach
- 1953 - Rene Sarmiento, Filipijns jurist
- 1954 - Dingetje, Nederlands artiest
- 1954 - Sjaak Smetsers, Nederlands kunstenaar
- 1954 - Mark Warner, Amerikaans Democratisch politicus
- 1955 - Renate Künast, Duits politica
- 1955 - Henk Jan Ormel, Nederlands politicus (CDA)
- 1956 - Piet Paulusma, Nederlands weerman (overleden 2022)
- 1957 - Charles Bolling Jr, Amerikaans golfer
- 1957 - Jan Bosschaert, Belgisch striptekenaar en illustrator
- 1958 - Eddy Annys, Belgisch atleet
- 1958 - Rabah Madjer, Algerijns voetballer
- 1958 - Stephan Weil, Duits politicus
- 1959 - Hugh Russell, Noord-Iers bokser (overleden 2023)
- 1959 - Rudi Vranckx, Belgisch journalist
- 1960 - Irma Boom, Nederlands grafisch ontwerpster
- 1960 - Wilke Durand, Nederlands actrice, voice-over en scenarioschrijfster
- 1961 - Corné Klijn, Nederlands radio-dj
- 1963 - Lilia Noeroetdinova, Russisch atlete
- 1963 - Helen Slater, Amerikaans actrice, zangeres en songwriter
- 1964 - Peter Corbijn, Nederlands voetballer
- 1964 - Benny Lindelauf, Nederlands auteur
- 1966 - Max Angelelli, Italiaans autocoureur
- 1966 - Bert de Meijer, Nederlands voetballer
- 1966 - Molly Price, Amerikaans actrice
- 1966 - Simone van der Vlugt, Nederlands schrijfster
- 1968 - Fernando Borrero, Argentijns volleyballer
- 1968 - Garrett Wang, Amerikaans acteur
- 1969 - Chantal Petitclerc, Canadees rolstoelracer en senator
- 1970 - Frankie Dettori, Italiaans jockey
- 1970 - Michael Shanks, Canadees acteur
- 1971 - Tony Bracke, Belgisch wielrenner
- 1971 - Nataliya Golofastova, Russisch-Nederlands theatermaker
- 1971 - Arne Quinze, Belgisch kunstenaar en ontwerper
- 1971 - Eduardo Rodríguez, Argentijns volleyballer
- 1972 - Bingen Fernández, Spaans wielrenner
- 1972 - Sete Gibernau, Spaans motorcoureur
- 1972 - Stuart Townsend, Iers acteur
- 1974 - Abdelhadi El Hachimi, Marokkaans-Belgisch atleet
- 1975 - Cosmin Contra, Roemeens voetballer
- 1975 - Manuel Fernandes, Portugees autocoureur
- 1977 - Rohff (Housni Mkouboi), Frans-Comorees rapper
- 1977 - Geoff Stults, Amerikaans acteur
- 1978 - Mark Jansen, Nederlands zanger en gitarist
- 1978 - Christophe Rochus, Belgisch tennisser
- 1978 - Aleksei Svirin, Russisch roeier
- 1979 - Adam Brody, Amerikaans acteur
- 1979 - Karen Pollefeyt, Belgisch atlete
- 1980 - Annalena Baerbock, Duits politica
- 1980 - Roy Sentjens, Belgisch wielrenner
- 1981 - Elyaniv Barda, Israëlisch voetballer
- 1981 - Michelle Dockery, Brits actrice
- 1981 - Hossam Ghaly, Egyptisch voetballer
- 1981 - Roman Pavljoetsjenko, Russisch voetballer
- 1982 - Charlie Cox, Engels acteur
- 1982 - Matías Delgado, Argentijns voetballer
- 1982 - Borja García, Spaans autocoureur
- 1983 - Jérôme Dekeyser, Belgisch hockeyer
- 1983 - Hussain Karimi, Bahreins autocoureur
- 1983 - Zlatan Ljubijankič, Sloveens voetballer
- 1983 - Camilla Luddington, Brits actrice
- 1983 - Elli Ochowicz, Amerikaans langebaanschaatsster
- 1983 - Boris Pandža, Bosnisch-Kroatisch voetballer
- 1983 - César Ramos, Mexicaans voetbalscheidsrechter
- 1984 - Lukáš Bajer, Tsjechisch voetballer
- 1984 - Martyn Bernard, Brits atleet
- 1984 - Véronique Mang, Frans atlete
- 1984 - Martin Škrtel, Slowaaks voetballer
- 1984 - Yu Fengtong, Chinees schaatser
- 1986 - Keylor Navas, Costa Ricaans voetballer
- 1986 - Erjon Tola, Albanees skiër
- 1987 - Amanda Balk, Nederlands mediapersoonlijkheid en model
- 1987 - Yosuke Kashiwagi, Japans voetballer
- 1988 - Floyd Ayité, Togolees voetballer
- 1988 - Gregg Chillin, Brits acteur en stemacteur
- 1988 - Steven Nzonzi, Frans voetballer
- 1988 - Toni Šunjić, Bosnisch-Kroatisch voetballer
- 1989 - Aaron Cresswell, Engels voetballer
- 1989 - Paco van Moorsel, Nederlands voetballer
- 1989 - Edgar Prib, Duits voetballer
- 1989 - Darley Ramón Torres, Braziliaans voetbaldoelman
- 1991 - Conor Daly, Amerikaans autocoureur
- 1991 - Andrew Fisher, Bahreins atleet
- 1991 - Pierre-Michel Lasogga, Duits voetballer
- 1992 - Famara Diedhiou, Senegalees voetballer
- 1992 - Jesse Lingard, Engels voetballer
- 1992 - Alex Telles, Braziliaans voetballer
- 1993 - Rachel Bootsma, Amerikaans zwemster
- 1993 - Marvin Bracy, Amerikaans atleet
- 1993 - Solomon Commey, Belgisch atleet
- 1994 - Jason Brown, Amerikaans kunstschaatser
- 1994 - Dean Koolhof, Nederlands voetballer
- 1996 - Kim Min-jae, Zuid-Koreaans voetballer
- 1996 - Oleksandr Zintsjenko, Oekraïens voetballer
- 1997 - Lina Larissa Strahl, Duits actrice en singer-songwriter
- 1997 - Océane Sercien-Ugolin, Frans handbalster
- 1998 - Somkiat Chantra, Thais motorcoureur
- 2001 - Zoë Sedney, Nederlands atleet en zusje van Naomi Sedney
- 2004 - Ricardo Escotto, Mexicaans autocoureur

## Overleden

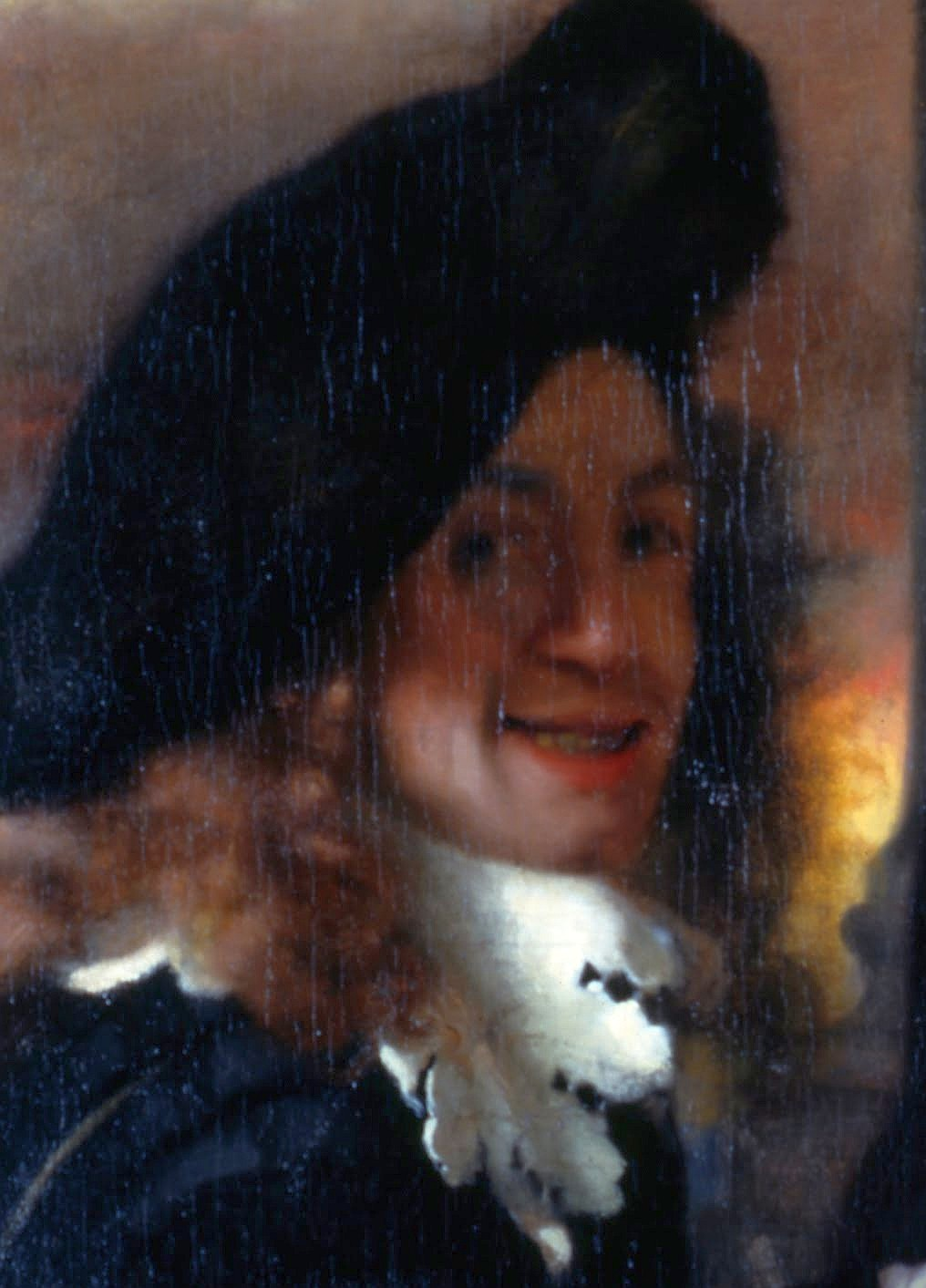
Johannes Vermeer
overleden in 1675

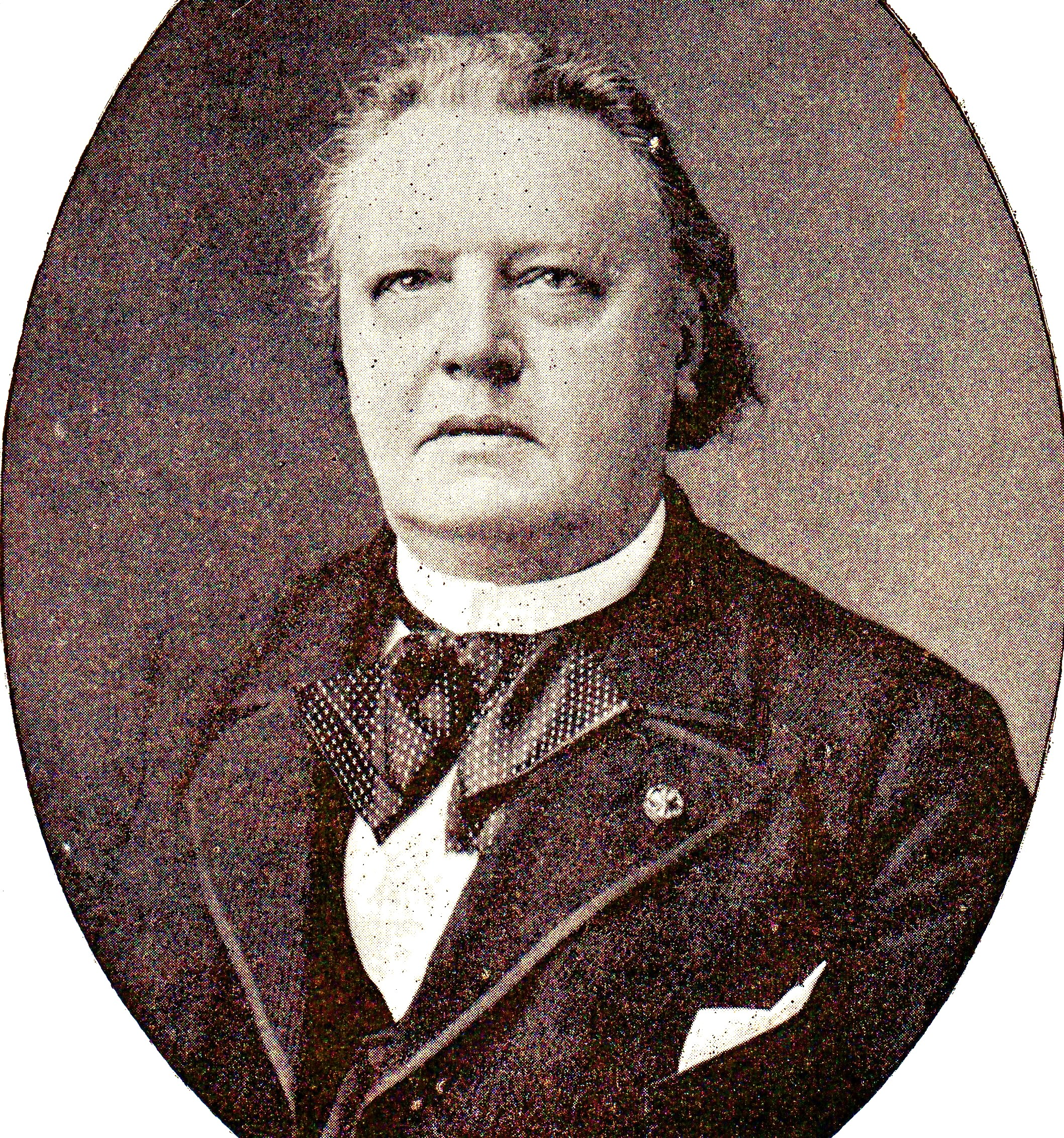
Marie Adrien Perk
overleden in 1916

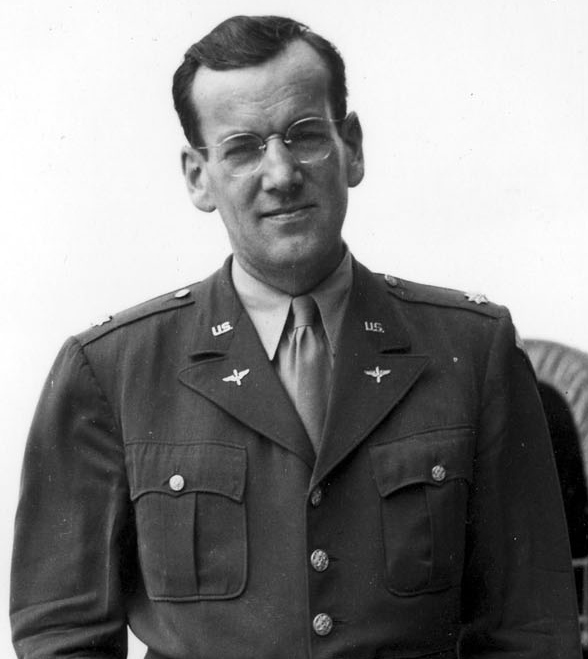
Glenn Miller
overleden in 1944

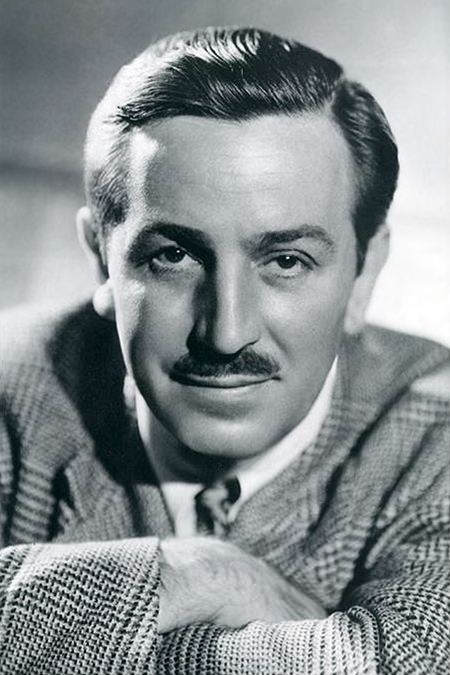
Walt Disney
overleden in 1966

- 1025 - Basileios II Boulgaroktonos (50), keizer van het Byzantijnse Rijk (976-1025)
- 1072 - Alp Arslan (43), sultan der Seltsjoeken
- 1230 - Ottokar I van Bohemen (~75)
- 1263 - Koning Haakon IV van Noorwegen (59)
- 1531 - Rombout II Keldermans (ca. 71), Belgisch architect
- 1618 - Anna van Tirol (33), Keizerin Anna van het Heilige Roomse Rijk
- 1621 - Charles de Luynes (43), Frans adellijke
- 1640 - Willem Baudartius (75), Nederlands theoloog
- 1673 - Margaret Cavendish (50), Engels schrijfster
- 1675 - Johannes Vermeer (43), Nederlands kunstschilder
- 1683 - Izaak Walton (90), Engels schrijver
- 1781 - Sophia Polyxena Concordia van Sayn-Wittgenstein-Hohenstein (72), vorstin van Nassau-Siegen
- 1792 - Joseph Martin Kraus (36), Duits-Zweeds componist
- 1857 - George Cayley (83), Brits luchtvaartpionier
- 1864 - Eugène de Pruyssenaere (38), Belgisch ontdekkingsreiziger
- 1885 - Ferdinand II (69), koning van Portugal
- 1890 - Sitting Bull (59), Sioux-opperhoofd
- 1916 - Marie Adrien Perk (82), Nederlands predikant en schrijver
- 1925 - Battling Siki (28), Senegalees-Frans bokser
- 1930 - Diane Ellis (20), Amerikaans actrice
- 1941 - Leon Sperling (41), Pools voetballer
- 1943 - Fats Waller (39), Amerikaans pianist
- 1944 - Glenn Miller (40), Amerikaans bandleider
- 1947 - Arthur Machen (84), Brits schrijver en mysticus
- 1958 - Wolfgang Pauli (58), Oostenrijks-Amerikaans natuurkundige
- 1962 - Charles Laughton (63), Engels acteur
- 1966 - Joan van Dillen (36), Nederlands architect
- 1966 - Walt Disney (65), Amerikaans animator en striptekenaar
- 1969 - Verti Dixon (44), Nederlands omroepster
- 1970 - Arnold van Ruler (62), Nederlands predikant en theoloog
- 1975 - Anatole Litvak (72), Russisch-Amerikaans filmregisseur
- 1979 - Alfons Van Achten (76), Belgisch atleet
- 1980 - Ru Cleveringa (86), Nederlands rechtsgeleerde
- 1980 - Peter Gregg (40), Amerikaans autocoureur
- 1981 - Ralph Pratt (71), Amerikaans autocoureur
- 1984 - Kurt Axelsson (43), Zweeds voetballer
- 1988 - Sjoerd Leiker (74), Nederlands schrijver en dichter
- 1991 - Vasili Zajtsev (76), Russisch sluipschutter in de Tweede Wereldoorlog
- 1992 - Fré Meis (71), Nederlands vakbondsvoorzitter en politicus
- 2000 - Jacques Goddet (95), Frans uitgever en directeur Tour de France
- 2001 - Paul De Vlies (79), Belgisch politicus en arts
- 2001 - Rufus Thomas (84), Amerikaans zanger
- 2002 - Jan Pieter Bos (111), oudste Nederlandse man ooit
- 2006 - Clay Regazzoni (67), Zwitsers autocoureur
- 2007 - John Berg (58), Amerikaans acteur
- 2008 - Valentin Berlinski (83), Russisch cellist
- 2008 - Carlo Caracciolo (83), Italiaans krantenuitgever
- 2008 - León Febres-Cordero (77), oud-president van Ecuador
- 2008 - Davey Graham (68), Engels gitarist
- 2008 - Anne-Catharina Vestly (88), Noors schrijfster van kinderboeken
- 2011 - Christopher Hitchens (62), Brits-Amerikaans schrijver en journalist
- 2013 - Sandeep Acharya (29), Indiaas zanger
- 2013 - Harold Camping (92), Amerikaans radio-omroeper en onheilsprofeet
- 2013 - Joan Fontaine (96), Brits-Amerikaans actrice
- 2014 - Ray Steadman-Allen (92), Brits componist en dirigent
- 2015 - Florentino Feliciano (87), Filipijns rechter
- 2015 - Licio Gelli (96), Italiaans zakenman
- 2016 - Shep Houghton (102), Amerikaans acteur
- 2017 - Darlanne Fluegel (64), Amerikaans actrice[9]
- 2017 - Freddy Van Gaever (79), Belgisch politicus en ondernemer
- 2017 - Ana María Vela Rubio (116), Spaans supereeuwelinge en oudste inwoner van Europa
- 2017 - Toby Rix (97), Nederlands entertainer
- 2018 - Jerry Chesnut (87), Amerikaans songwriter
- 2018 - Philippe Moureaux (79), Belgisch politicus
- 2018 - Marc Olivier (78), Belgisch politicus
- 2018 - Roger Verheuen (91), Belgisch atleet
- 2018 - Girma Wolde-Giorgis (93), president van Ethiopië
- 2020 - Robert Folie (79), Belgisch atleet
- 2020 - Zoltan Sabo (48), Servisch voetballer en voetbaltrainer
- 2020 - Petro Slobodjan (67), Oekraïens-Russisch voetballer en voetbalcoach
- 2021 - bell hooks (Gloria Jean Watkins) (69), Amerikaans schrijfster
- 2021 - Frédéric Sinistra (40), Belgisch kickbokser
- 2022 - Karel Anthierens (87), Belgisch bestuurder, journalist en redacteur
- 2022 - Renée Colliard (89), Zwitsers alpineskiester
- 2022 - Karel van Eerd (84), Nederlands ondernemer
- 2022 - Håkan Lindquist (64), Zweeds schrijver
- 2023 - Samer Abu Daqqa (45), Belgisch-Palestijns journalist
- 2023 - Guy Marchand (86), Frans acteur, zanger en musicus
- 2024 - Jaime Córdoba (74), Curaçaos politicus
- 2024 - Emmy Eerdmans (93), Nederlands schilderes, tekenares en beeldhouwster

## Viering/herdenking
- Koninkrijk der Nederlanden - Koninkrijksdag
- Koninkrijk der Nederlanden - Naturalisatiedag
- Alderney - Homecoming Day
- Rooms-katholieke kalender:
  - Heilige Valeriaan (van Abbenza) († 457)
  - Zalige Karel Steeb († 1856)
  - Heilige Virginia Centurione Bracelli († 1651)
  - Hadewijch († c. 1248)

## Weerextremen

### Nederland
| | Officiële records | Officiële records | Officiële records |      | Landelijke records       | Landelijke records | Landelijke records                                           |
| Gebeurtenis | Jaar              | Extreem           | Locatie           | Jaar | Extreem                  | Locatie            |                                                              |
| --- | ----------------- | ----------------- | ----------------- | ---- | ------------------------ | ------------------ | ------------------------------------------------------------ |
| Laagste etmaalgemiddelde temperatuur (°C) | 1946              | −6,8              | De Bilt           |      | 1963                     | −8,8               | Maastricht                                                   |
| Hoogste etmaalgemiddelde temperatuur (°C) | 1985              | 10,7              | De Bilt           |      | 1985                     | 11,5               | Eindhoven                                                    |
| Laagste minimumtemperatuur (°C) | 1963              | −12,0             | De Bilt           |      | 1981                     | −14,0              | Leeuwarden                                                   |
| Hoogste minimumtemperatuur (°C) | 1985              | 9,8               | De Bilt           |      | 1985                     | 10,6               | Eindhoven                                                    |
| Laagste maximumtemperatuur (°C) | 1920              | −4,0              | De Bilt           |      | 1920                     | −5,0               | Maastricht                                                   |
| Hoogste maximumtemperatuur (°C) | 1982              | 13,0              | De Bilt           |      | 1929                     | 13,1               | Maastricht                                                   |
| Hoogste uurgemiddelde windsnelheid (m/s) | 1956              | 14,4              | De Bilt           |      | 1912                     | 25,7               | Vlissingen                                                   |
| Hoogste windstoot (m/s) | 1979              | 23,7              | De Bilt           |      | 1979                     | 37,6               | Cadzand                                                      |
| Langste zonneschijnduur (uur) | 1963              | 7,0               | De Bilt           |      | 1963 1972 1975 2009 2022 | 7,0                | De Bilt Maastricht Schiphol Maastricht, Westdorpe Maastricht |
| Langste neerslagduur (uur) | 1988              | 13,3              | De Bilt           |      | 1964                     | 19,9               | Vlissingen                                                   |
| Hoogste etmaalsom van de neerslag (mm) | 1914              | 17,9              | De Bilt           |      | 1962                     | 28,9               | Maastricht                                                   |
| Laagste etmaalgemiddelde relatieve vochtigheid (%) | 1946              | 70                | De Bilt           |      | 2006                     | 62                 | Maastricht                                                   |
| Laagste uurwaarde luchtdruk op zeeniveau (hPa) | 1955              | 977,3             | De Bilt           |      | 1962                     | 973,6              | Leeuwarden                                                   |
| Hoogste uurwaarde luchtdruk op zeeniveau (hPa) | 1946              | 1043,0            | De Bilt           |      | 1946                     | 1045,0             | Eelde                                                        |
| Officiële records worden altijd gemeten op het KNMI-weerstation in De Bilt. Landelijke records kunnen worden gemeten op elk officieel KNMI-weerstation in Nederland. |                   |                   |                   |      |                          |                    |                                                              |

### België
Dagrecords
- 1840 - Laagste etmaalgemiddelde temperatuur −9,4 °C
- 1912, 1918 en 1989 - Hoogste etmaalgemiddelde temperatuur 11,2 °C
- 1899 - Laagste minimumtemperatuur −13,9 °C
- 1942 - Hoogste maximumtemperatuur 14,2 °C
- 1989 - Hoogste etmaalsom van de neerslag 23,8 mm

Uitzonderlijke gebeurtenissen
- 1925 - Begin van een van de meest catastrofale perioden uit de klimatologische geschiedenis van België: het smeltwater van de dikke sneeuwlaag, die is blijven liggen sedert de maand november en regens veroorzaken begin januari erge overstromingen in de valleien van de Maas en van haar zijrivieren.
- 1963 - Temperatuurmaximum slechts −5,6 °C in Florennes. Tussen 12 en 21 december zijn er 10 opeenvolgende ijsdagen.

<< · 1 · 2 · 3 · 4 · 5 · 6 · 7 · 8 · 9 · 10 · 11 · 12 · 13 · 14 · 15 · 16 · 17 · 18 · 19 · 20 · 21 · 22 · 23 · 24 · 25 · 26 · 27 · 28 · 29 · 30 · 31 · >>